# Аракарі плямистоволий
Аракарі плямистоволий (Pteroglossus torquatus) — вид дятлоподібних птахів родини туканових (Ramphastidae).

## Поширення
Вид поширений на півдні Мексики, в країнах Центральної Америки та на північному заході Південної Америки. Мешкає у тропічних вологих низинних лісах.

## Опис
Птах середнього розміру, завдовжки приблизно 40 см та вагою близько 230 г. Пір'я на хребті чорне із зеленим відтінком. Груди і шия білуваті, основа хвоста червона. Дзьоб біло-червоно-чорний, з зубчастими відростками на кінці. Очі жовті з червоним навколоочним кільцем. Самиць можна відрізнити від самців за меншим дзьобом.

## Спосіб життя
Трапляється групами по 6-15 птахів. Харчується плодами, членистоногими та іншими дрібними безхребетними, а також яйцями та пташенятами інших птахів. Моногамний птах, спаровується на все життя. Розмножуються раз на рік, з січня по травень. Самиця відкладає близько 3 яєць у дуплі дерева, з яких голі та сліпі пташенята вилуплюються приблизно через 16 днів. За молодняком зазвичай доглядають 5-6 птахів — батьків і потомство з попереднього посліду. Через шість тижнів пташенята виходять з гнізда, але їх все ще деякий час годують батьки.

## Підвиди
Таксон включає три підвиди:
- P. t. torquatus (Gmelin, 1788) — від східної частині центральної Мексики до північного заходу Колумбії.
- P. t. erythrozonus Ridgway, 1912 — в південно-східній Мексиці, Белізі та на півночі Гватемали.
- P. t. nuchalis Cabanis, 1862 — на північному сході Колумбії та на півночі Венесуели.